# تبشير بالإنجيل

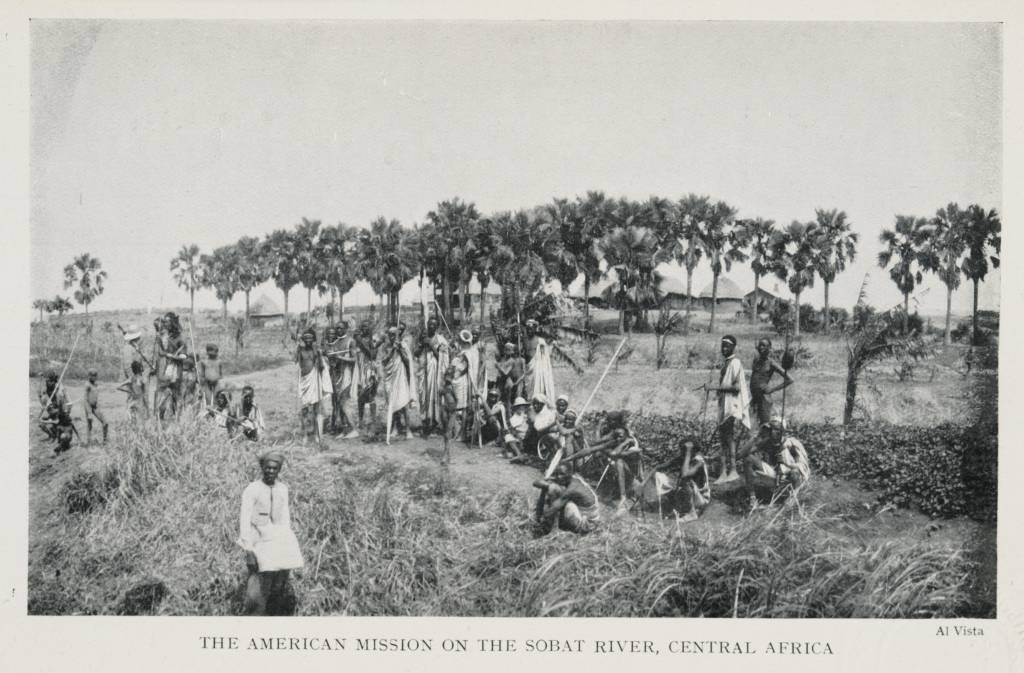
بعثة تبشيرية أمريكية في قرية للشلك 1906م

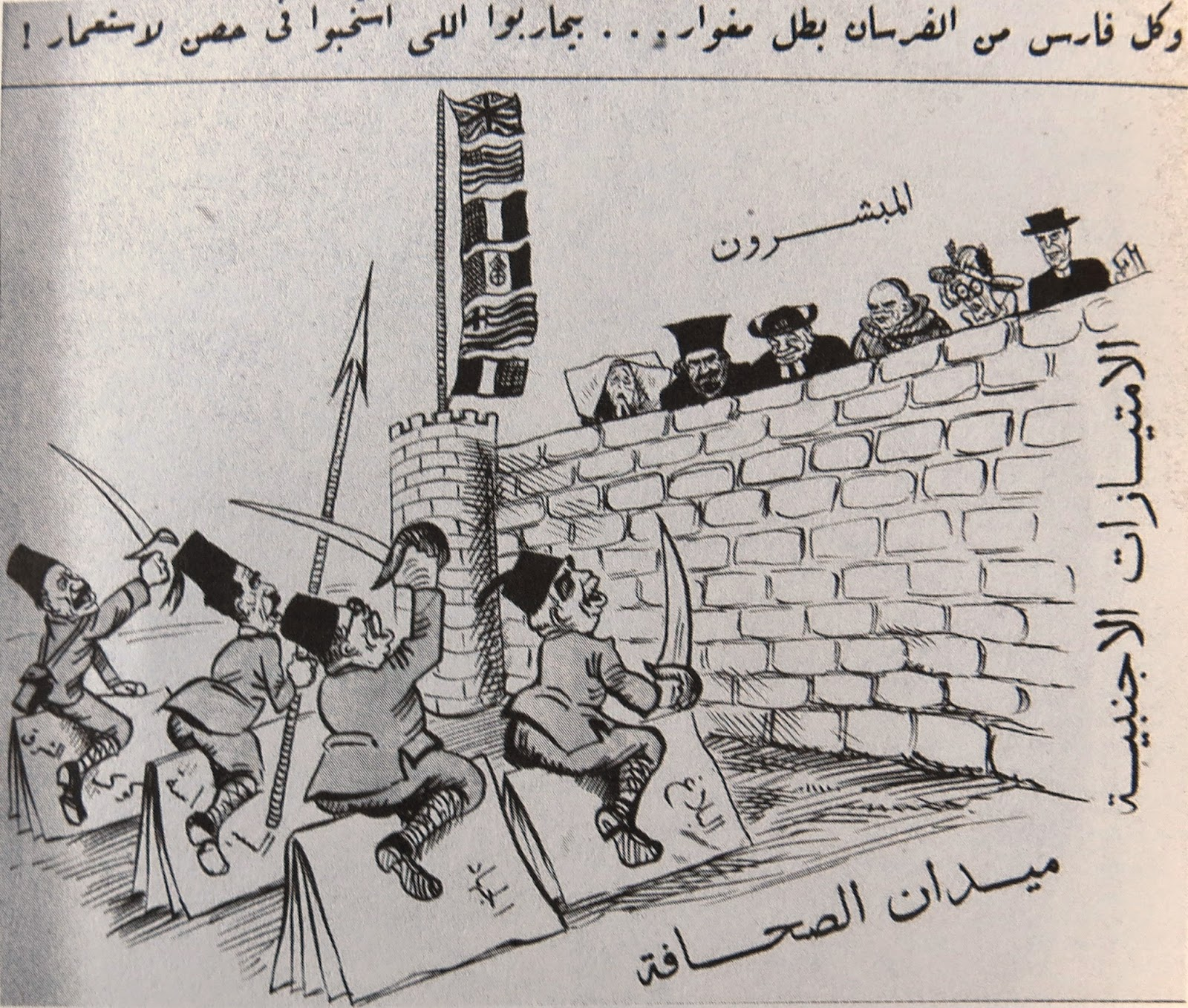
كاريكاتير عن محاربة الصحافة المصرية للمبشرين المتحصنين بالامتيازات الأجنبية

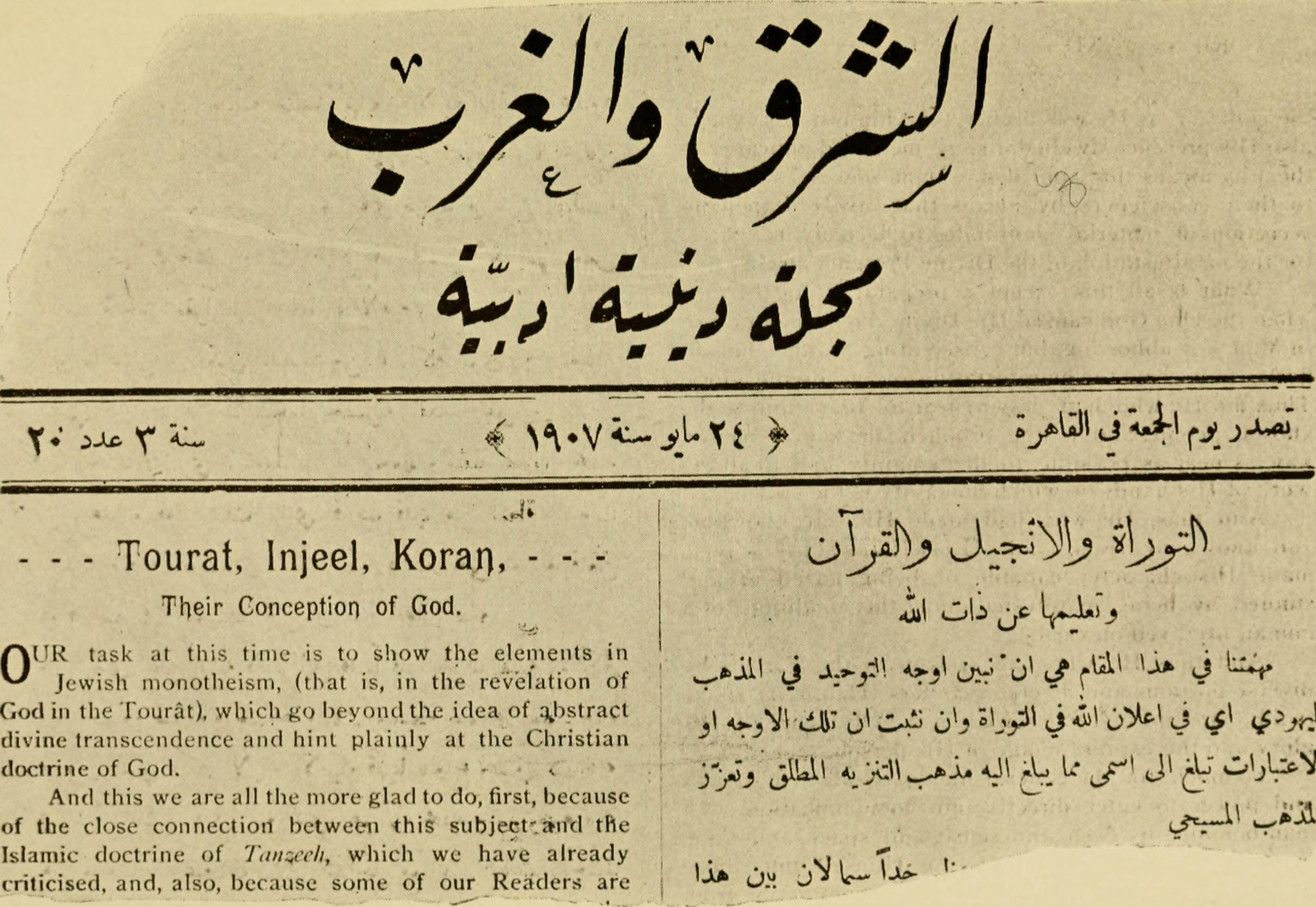
مجلة تبشيرية في مطلع القرن العشرين الميلادي

الكِرازة أو التبشير بالإنجيل (باللاتينية الكنسية: evangelium، من اليونانية العامية: εὐαγγελιστής، المكونة من εὐ التي تعني «خير» وαγγελιστής التي تعني «رسالة») هو مصطلح مسيحي يقصد به نشر الإنجيل وتعاليم يسوع بين مجموعة من البشر لدعوتهم إلى التحول إلى المسيحيةوتعرف الكنيسة الكاثوليكية التبشير بأنه: «عمل رعوي موجه إلى الذين لا يعرفون رسالة المسيح». طبقًا لوصايا العهد الجديد فإن المسيح قد أوصى تلاميذه ومن خلالهم جميع المسيحيين أن ينشروا الديانة إلى كافة أصقاع الأرض، وهي كانت من كلمات المسيح الأخيرة «ما يجعلها تكتسب أهمية كبيرة». الكنيسة تعتبر التبشير «حق إلهي» وتصرّح: «من واجبها ومن حقها البديهي أن تبشر العالم أجمع بالإنجيل، باستقلالية تامة عن أي سلطة ونفوذ بشري، مهما كان، وأن تستخدم لذلك الأسلوب المناسب لكل مجتمع». التعليم المسيحي للكنيسة الكاثوليكية ينصّ: «ما من أحد أعطى نفسه الإيمان كما لم يعط أحد نفسه الحياة. فقد تقبل المؤمن الإيمان من غيره، وهو من واجبه أن ينقله لغيره». أيًا كان فإن الدعوة المسيحية لا تتم إلا بناءً على دعوة إلهية مسبقة: «أما الذين قبلوه، أي الذين آمنوا باسمه، فقد منحهم الحق في أن يصيروا أولاد الله. وهم الذين ولدوا لا من دم، ولا من رغبة جسد، ولا من رغبة بشر، بل من الله».
في عام 1622، استحدث «مجمع تبشير الشعوب» في الكوريا الرومانية، لدعم وتشجيع عمليات التبشير، وتعتبر آسيا ما عدا روسيا والفيليبين من بلاد الرسالات أما سائر المناطق فلا تتبع لمجمع تبشير الشعوب، خصوصًا بعد تثبيت المسيحية في أفريقيا.
التبشير بمعناه الثاني يعني نقل الإيمان والتعليم إلى الأولاد المسيحيين بغية تثقيفهم في الدين أيضًا. المجمع الفاتيكاني الثاني علّم: «إن الغاية من العمل الإرسالي بحد ذاته هو التبشير بالإنجيل، وزرع الكنيسة في الشعوب والجماعات التي لم تمتد جذورها بعد فيها»، وقد اعتبره المجمع «حقًا مقدسًا للكنيسة، وواجب من واجباتها»، ولذلك «فعلى الرغم من أن الله يستطيع بطرق يعرفها هو، أن يقود البشر الذي يجهلون الإنجيل ولا يأثمون إلى الإيمان، تقع مع ذلك ضرورة التبشير بالإنجيل».